# Передмирка
Передмирка (укр. Передмірка) — село в Барсуковской сельской общине Кременецкого района Тернопольской области Украины. Основано в 1482 году.
До 2020 года входило в Лановецкий район.
Код КОАТУУ — 6123884901.

## Географическое положение
Село Передмирка находится на берегу реки Горынь,
выше по течению на расстоянии в 0,5 км расположено село Снегуровка,
ниже по течению на расстоянии в 1,5 км расположено село Борщовка.
Рядом проходит автомобильная дорога Т-2009.

## Население
Население по переписи 2001 года составляло 721 человек.

### Языковой состав
Родной язык населения по данным переписи 2001 года:
| Язык       | Численность, чел. | Доля     |
| ---------- | ----------------- | -------- |
| Украинский | 714               | 99,03 %  |
| Другое     | 7                 | 0,97 %   |
| Итого      | 721               | 100,00 % |